# اريك فالي
اريك فالي (بالفرنسية: Éric Valli)‏ (و. 1952  م) هو مخرج أفلام، ومصور، وكاتب سيناريو، ومصور سينمائي فرنسي، ولد في ديجون.

## وصلات خارجية
- اريك فالي على موقع IMDb (الإنجليزية)
- اريك فالي على موقع ألو سيني (الفرنسية)
- اريك فالي على موقع أول موفي (الإنجليزية)
- اريك فالي على موقع قاعدة بيانات الأفلام السويدية (السويدية)
- اريك فالي على موقع قاعدة بيانات الفيلم (الإنجليزية)
- اريك فالي على موقع كينوبويسك (الروسية)